# Chirurdzy (seria 8)
Ósmy sezon amerykańskiego serialu medycznego Grey’s Anatomy: Chirurdzy. Premiera w Stanach Zjednoczonych odbyła się 22 września 2011 na antenie ABC. Sezon wyprodukowany przez ABC Studios we współpracy z Shondaland oraz The Mark Gordon Company. W finale sezonu z serialu odchodzą Kim Raver i Chyler Leigh, natomiast Eric Dane w 2 odcinku następnego sezonu.

## Obsada

### Główna
- Ellen Pompeo jako Meredith Grey
- Sandra Oh jako Cristina Yang
- Justin Chambers jako Alex Karev
- Chandra Wilson jako Miranda Bailey
- James Pickens Jr. jako Richard Webber
- Sara Ramirez jako Callie Torres
- Eric Dane jako Mark Sloan
- Chyler Leigh jako Lexie Grey
- Kevin McKidd jako Owen Hunt
- Jessica Capshaw jako Arizona Robbins
- Kim Raver jako Teddy Altman
- Sarah Drew jako April Kepner
- Jesse Williams jako Jackson Avery
- Patrick Dempsey jako Derek Shepherd

### Drugoplanowa
- Daniel Sunjata jako pielęgniarz Eli
- Scott Foley jako Henry Burton
- Loretta Devine jako Adele Webber
- Jason George jako dr Ben Warren

### Gościnnie
- Janora McDuffie jako pracownik socjalny Janet
- Alfre Woodard jako Justine Campbell
- Debra Monk jako Louise O’Malley
- Amanda Fuller jako stażystka Morgan Peterson
- Stella Maeve jako Lilly
- Kate Walsh jako dr Addison Montgomery
- Kate Burton jako dr Ellis Grey
- Robert Baker jako dr Charles Percy
- Caterina Scorsone jako dr Amelia Shepherd
- Debbie Allen jako dr Catherine Avery
- Rebecca Hazlewood jako dr Mara Keaton
- Vanessa Marano jako Holly Wheeler
- Holley Fain jako dr Julia Canner
- Summer Glau jako pielęgniarka Emily Kovach
- Jordan Belfi jako Nick
- Cynthia Watros jako pani Konner
- James LeGros jako pilot Jerry

## Odcinki
| Nr | #  | Tytuł                    | Polski tytuł             | Reżyseria           | Scenariusz              | Premiera (ABC)       | Premiera w Polsce (Fox Life) |
| --- | -- | ------------------------ | ------------------------ | ------------------- | ----------------------- | -------------------- | ---------------------------- |
| 149 | 1  | Free Falling             | Wolne spadanie           | Rob Corn            | Tony Phelan,Joan Rater  | 22 września 2011     | 11 stycznia 2012             |
| Olbrzymia ilość ziemi zapada się w centrum Seattle, powodując że April musi zacząć poważnie rządzić jako szef rezydentów. Meredith musi ponieść konsekwencje swoich działań z poprzedniego sezonu, podczas gdy Christina i Owen muszą sprawdzić, czy mają takie same poglądy na temat nieplanowanej ciąży Cristiny. |    |                          |                          |                     |                         |                      |                              |
| 150 | 2  | She's Gone               | Nieobecna                | Tony Phelan         | Debora Cahn             | 22 września 2011     | 11 stycznia 2012             |
| Kryzys w Seattle nadal trwa. Meredith i Derek mają kryzys, co staje się problemem dla doradcy adopcyjnego. Christina podejmuje decyzję co do jej nieplanowanej ciąży. Poddaje się aborcji. Alex uświadamia sobie, że jest wyrzutkiem, odkąd ujawnił nieuczciwość Meredith w badaniach klinicznych Sheparda. W trakcie operacji pacjentki, nazwanej przez Bailey gunterem, ze względu na jej pomoc w pogodzeniu się i składnej współpracy rezydentów. Dochodzi do wypadku: Cristina przypadkowo wbija igłę w dłoń Alexa, który ma lekką zapaść. Doradca adopcyjny postanawia zabrać Zolę, ze względu na utratę pracy przez Meredith i separację pary. Richard oddaje swoje badania Bailey oraz składa rezygnację z funkcji szefa chirurgii, dodatkowo bierze na siebie całą winę związaną z oszustwem Meredith. Nowym dyrektorem Seattle Grace Mercy West zostaje mianowany Owen Hunt. |    |                          |                          |                     |                         |                      |                              |
| 151 | 3  | Take the Lead            | Przejęcie dowodzenia     | Chandra Wilson      | William Harper          | 29 września 2011     | 18 stycznia 2012             |
| Meredith i Derek próbują naprawić ich związek, co nie przychodzi łatwo. April przystosowuje się do roli szefa rezydentów. Rezydenci piątego roku wykonują pierwsze operacje solo. |    |                          |                          |                     |                         |                      |                              |
| 152 | 4  | What Is It About Men     | Męski punkt widzenia     | Tom Verica          | Stacy McKee             | 6 października 2011  | 25 stycznia 2012             |
| Cały odcinek skupia się na męskiej części pracowników szpitala. Derek buduje dom, w czym pomaga mu Owen, a także Alex, Jackson i Ben, który wraca do Seattle, z czego Bailey nie jest zbyt zadowolona. Między Shepardem a Sloanem rozpoczyna się bezwiedna rywalizacja o Avery’ego, który wybiera chirurgię plastyczną. Z powodu wyjazdu Arizony i Callie na konferencję Mark zajmuje się Sofią, jest trochę przewrażliwiony i przywozi ją na badania z powodu jej dziwnego zachowania (brak płaczu) – Alex uświadamia mu z całą prostotą, że mała nie płacze, ponieważ Sloane jest dobrym ojcem, a dziecko jest z nim szczęśliwe. |    |                          |                          |                     |                         |                      |                              |
| 153 | 5  | Love, Loss and Legacy    | Miłość i strata          | Stephen Cragg       | Denise Hahn             | 13 października 2011 | 1 lutego 2012                |
| Matka Jacksona, Catherine Avery przybywa do szpitala Seattle Grace Mercy West w celu wykonania przełomowej operacji przeszczepu penisa. Alex i Arizona zajmują się Zolą, jednak nie mogą o tym poinformować Dereka i Meredith, gdyż mają zawieszone prawa rodzicielskie. |    |                          |                          |                     |                         |                      |                              |
| 154 | 6  | Poker Face               | Twarz pokerzysty         | Kevin McKidd        | Peter Nowalk            | 20 października 2011 | 8 lutego 2012                |
| Meredith wykorzystuje Lexie, aby zainteresowała Dereka jej nowym pacjentem z rzadkim guzem mózgu. Mer w tajemnicy przekazuje April wskazówki co do badań klinicznych Bailey. Życzenie Callie związane z tym, aby Arizona i Mark się zaprzyjaźnili spełniło się, jednak jak się okazało nie był to najlepszy pomysł. Callie jest ich zachowaniem poirytowana. Alex i Teddy szukają alternatywnej możliwości zoperowania ważnego pacjenta. Callie i Cristina borykają się z bardzo trudną operacją kręgosłupa. |    |                          |                          |                     |                         |                      |                              |
| 155 | 7  | Put Me in, Coach         | Gra zespołowa            | Stephen Cragg       | Denise Hahn             | 27 października 2011 | 15 lutego 2012               |
| Owen zorganizował mecz w baseball między Seattle Grac a Seatlle Presbyterian. Lexie ma problem z kontrolowaniem swoich emocji przy Marku, który to jest z nową kobietą. Alex walczy o Zolę. Richard przeprowadza rozmowę z Meredith i Bailey o ich badaniach. |    |                          |                          |                     |                         |                      |                              |
| 156 | 8  | Heart-Shaped Box         | Cudowne serce            | Stephen Cragg       | Denise Hahn             | 3 listopada 2011     | 22 lutego 2012               |
| Lekarze popadają w nostalgie kiedy w szpitalu pojawia się Louise, mama Georga O’Malleya. Jej pojawienie się związane jest z powikłaniami jakie wystąpiły po operacji zrobionej w innym szpitalu. Rezydenci są zainspirowani medycznym cudem – serce jednego pacjenta zaczęło bić poza jego ciałem. Arizona będzie podekscytowana pojawieniem się nowego lekarza na pediatrii, co z kolei wywoła u Alexa niepokój. Jeckson pozwala swoim podejrzeniom co do Marka i Lexie wypłynąć podczas jego pracy. Teddy i Henry odbędą swoją pierwszą poważną małżeńską kłótnie. |    |                          |                          |                     |                         |                      |                              |
| 157 | 9  | Dark Was the Night       | I nastał mrok...         | Allison Liddi-Brown | Debora Cahn             | 10 listopada 2011    | 29 lutego 2012               |
| Henry poddaje się natychmiastowej operacji w tym czasie Teddy jest oddelegowana do innego przypadku. Derek i Meredith w końcu dostają pewne informacje o Zoli. Callie i Jackson przechodzą piekło kiedy okazuje się, że ich pacjent ma powikłania pooperacyjne. Meredith i Alex pojawiają się w sąsiednim szpitalu i zostają wmieszani w sytuację życia i śmierci. Teddy chce aby Cristina poprowadziła operacje Hery'ego uważa, że jest gotowa. Jednak nie chcą powiedzieć Cristinie, że to mąż Teddy. Henry umiera. |    |                          |                          |                     |                         |                      |                              |
| 158 | 10 | Suddenly                 | Nagle                    | Ron Underwood       | Stacy McKee             | 5 stycznia 2012      | 7 marca 2012                 |
| W wyniku wypadku samochodowego cała rodzina pojawiła się na ostrym dyżurze. Najstarsza córka będzie zmuszona podjąć ważną i trudną decyzję związana z jej życiem. Tymczasem nieświadoma śmierci swojego męża Teddy wzywa Cristinę, aby pomogła jej z pacjentem na sali operacyjnej. Z kolei Lexie będzie zmuszona pracować razem z Julią, nową dziewczyną Marka, podczas operacji oka. |    |                          |                          |                     |                         |                      |                              |
| 159 | 11 | This Magic Moment        | Ten magiczny moment      | Steve Robin         | Zoanne Clack            | 12 stycznia 2012     | 14 marca 2012                |
| Lekarze dzielą się na dwie drużyny i rozpoczynają ryzykowną operacje rozdzielenia bliźniaków. Ben naciska na Bailey, chcąc wejść na poważniejszy etap w ich związku, Bailey nie do końca jest na to gotowa i wykorzystuje Meredith, aby się wykręcić. Alexa czeka ciężka lekcja z Richardem na sali operacyjnej. Tymczasem Teddy wypytuję Cristinę o to co dokładnie działo się podczas operacji Henry’ego. |    |                          |                          |                     |                         |                      |                              |
| 160 | 12 | Hope for the Hopeless    | Siła nadziei             | Mark Jackson        | Peter Nowalk            | 19 stycznia 2012     | 21 marca 2012                |
| Doktor Richard przeprowadza swoją 10 000 operację. Meredith nadal nie zdecydowała o swojej specjalizacji. Adele została przyprowadzona do szpitala przez sąsiadkę, która informuje April, że znalazła ją błąkającą się po ulicy. Lexie nazywa Dereka tchórzem, gdy ten odmawia usunięcia guza u 11-letniego chłopca, za co zostaje wyrzucona z sali operacyjnej. Odbywa się świętowanie urodzin córki Meredith i Dereka, Zoli. Owen wypomina Cristinie aborcję przez co dochodzi pomiędzy nimi do kłótni. |    |                          |                          |                     |                         |                      |                              |
| 161 | 13 | If/Then                  | Co by było, gdyby        | Jeannot Szwarc      | William Harper          | 2 lutego 2012        | 28 marca 2012                |
| Meredith śni o tym jak wyglądałby świat gdyby jej matka nie miała Alzheimera i zastanawia się co to znaczy mieć kochającą rodzinę. W śnie Meredith jest w związku z Alexem, Cristina to jej największy wróg w drodze do kariery kardiochirurga, Owen jest mężem Callie i mają razem trójkę dzieci a Addison jest w ciąży z Derekiem. |    |                          |                          |                     |                         |                      |                              |
| 162 | 14 | All You Need Is Love     | Tylko miłość             | Rob Corn            | Jeannine Renshaw        | 9 lutego 2012        | 4 kwietnia 2012              |
| W Seattle Grace wszyscy świętują walentynki. Lexie wraca z uczuciami do Marka czego świadkiem jest Avery. Meredith i Derek próbują ożywić swoje życie seksualne, które spadło na dalszy plan z powodu opieki nad Zolą. Owen ratuje Christinę spod kół ciężarówki, która wjeżdża w szpital. |    |                          |                          |                     |                         |                      |                              |
| 163 | 15 | Have You Seen Me Lately? | Widziałeś mnie ostatnio? | Tony Phelan         | Austin Guzman           | 16 lutego 2012       | 11 kwietnia 2012             |
| Aby uratować życie Erici, Amelia przybywa do Seattle Grace i prosi Dereka o pomoc z przypadkiem glejakomięsaka. Cristina i Owen popadają w ostrą wymianę zdań podczas terapii małżeńskiej. Alex uświadamia sobie, że jeżeli chce zostać dobrym lekarzem, musi poprawić swoje podejście do pacjentów. Meredith ma szansę się wykazać kiedy do izby przychodzi mężczyzna z ręką, która utknęła w maszynce do mięsa. W międzyczasie rezydenci przygotowują się do egzaminów. |    |                          |                          |                     |                         |                      |                              |
| 164 | 16 | If Only You Were Lonely  | Gdybyś tylko był sam...  | Susan Vaill         | Matt Byrne              | 23 lutego 2012       | 18 kwietnia 2012             |
| Stan Adele nadal się pogarsza, Richard rozważa zmianę ich sytuacji życiowej. Eksplozja w pobliskiej kawiarni powoduje pracowity dzień na izbie. Callie pomaga Meredith w nauce do testów. Lexie dołącza do Arizony i Alexa na pediatrii, którzy zajmują się wcześniakiem stażystki Morgan. Cristina podejrzewa Owena o zdradę. |    |                          |                          |                     |                         |                      |                              |
| 165 | 17 | One Step Too Far         | O krok za daleko         | Ed Ornelas          | William Harper          | 15 marca 2012        | 25 kwietnia 2012             |
| Matka Jacksona, Catherine Avery wraca do Seattle Grace i zajmuje się przypadkiem urologicznym oprócz tego zaczyna interesować się Richardem. Cristina staje się jeszcze bardziej podejrzliwa w stosunku do Owena. Alex stara się zaprzeczyć, że Morgan może być w nim zakochana. |    |                          |                          |                     |                         |                      |                              |
| 166 | 18 | The Lion Sleeps Tonight  | Stary lew mocno śpi      | Mark Jackson        | Stacy McKee             | 5 kwietnia 2012      | 2 maja 2012                  |
| Do szpitala trafia mężczyzna, którego zaatakował lew. Teddy powoli godzi się ze śmiercią swojego męża, Henry’ego. Callie wypytuje swoją żonę, Arizonę, o jej wcześniejszych kochanków. Cristina znajduje oparcie w Meredith, która pomaga jej przetrwać problemy małżeńskie. |    |                          |                          |                     |                         |                      |                              |
| 167 | 19 | Support System           | System wsparcia.         | Allison Liddi-Brown | Heather Mitchell        | 12 kwietnia 2012     | 9 maja 2012                  |
| Mark na jeden dzień przejmuje obowiązki Owena w szpitalu. Arizona, Callie i Bailey szykują specjalna noc dla Teddy, by ta poczuła się lepiej. Cristina wypytuje Owena o szczegóły dotyczące zdrady. |    |                          |                          |                     |                         |                      |                              |
| 168 | 20 | The Girl With No Name    | Bezimienna dziewczyna    | Ron Underwood       | Peter Nowalk            | 19 kwietnia 2012     | 16 maja 2012                 |
| Do szpitala trafia nastoletnia dziewczyna, która przez ostatnie kilka lat była więziona i gwałcona. Richard orientuje się, że jego żona Adele zdradza go z innym podopiecznym ośrodka Rose Ridge. Cristina przez cały dzień otrzymuje prezenty i zaproszenia dotyczące pracy w innych szpitalach. |    |                          |                          |                     |                         |                      |                              |
| 169 | 21 | Moment of Truth          | Moment prawdy            | Chandra Wilson      | Zakiyyah Alexander      | 26 kwietnia 2012     | 23 maja 2012                 |
| Rezydenci jadą autobusem do San Francisco w celu przystąpienia do egzaminów lekarskich. Stan syna Morgan się pogarsza przez co Karev wraca do Seattle. Richard spędza noc Catherine. April traci dziewictwo z Jacksonem. |    |                          |                          |                     |                         |                      |                              |
| 170 | 22 | Let the Bad Times Roll   | Nadeszły złe czasy       | Kevin McKidd        | Matt Byrne              | 3 maja 2012          | 30 maja 2012                 |
| Przyjaciel Arizony potrzebuje pomocy medycznej. Mark, Lexie i Derek biorą udział w operacji rekonstrukcji czaszki jednego z pacjentów. Mark dowiaduje się, że Julia chce mieć z nim dziecko a także, że Lexie jest w nim zakochana. April dowiaduje się, że nie zdała egzaminów. |    |                          |                          |                     |                         |                      |                              |
| 171 | 23 | Migration                | Migracja                 | Stephen Cragg       | Mark Wilding,Jenna Bans | 10 maja 2012         | 6 czerwca 2012               |
| Rezydenci decydują o tym czy zostają w Seattle Grace. Owen staje przed ciężką decyzją, musi rozplanować działanie szpitala w przypadku odejścia rezydentów. Ben próbuje oświadczyć się Bailey, ale ta zajęta jest pacjentem, u którego wykryto pasożyta w kręgosłupie. Meredith, Derek, Christina, Lexie, Mark i Arizona lecą do Boise. Ich samolot rozbija się w lesie. |    |                          |                          |                     |                         |                      |                              |
| 172 | 24 | Flight                   | Lot                      | Rob Corn            | Shonda Rhimes           | 17 maja 2012         | 6 czerwca 2012               |
| Po katastrofie samolotu w lesie lekarze walczą o przetrwanie. Cristina ma wybity bark, Meredith jako jedyna wygląda na całą i zdrową, Arizona ma otwarte złamanie. Cristina i Mer szukają Lexie i Dereka, znajdują małą Grey przygniecioną wrakiem samolotu, w bardzo złym stanie. Przed jej śmiercią Mark wyznaje jej miłość. Odnajduje się Derek, ciężko raniony w lewą rękę. W międzyczasie stan Marka się pogarsza, potrzebny jest zabieg przeprowadzony w bardzo trudnych warunkach. Nikt nie wie o rozbiciu się samolotu, przelatujący helikopter nie zauważył ich, nie mają prowiantu, nie działa raca, nie mają zapałek i walczą o przetrwanie. Ben dostał staż, odległy o wiele kilometrów. Bailey jest wściekła, że nie powiedział jej, że się o niego stara, boi się wejść w związek na odległość, jednak oboje podejmują decyzję w sprawie swojego małżeństwa. Bailey ponownie oświadcza się Benowi. Teddy zostaje zwolniona ze szpitala przez Owena. Zrobił to dla niej, dostała posadę czołowego lekarza w armii, ale z lojalności wobec niego chciała z niej zrezygnować, Owen zwolnieniem zmusił ją do przyjęcia oferty. Owen przez cały dzień nie odbierał telefonów, wieczorem po przesłuchaniu sekretarki dowiedział się, że samolot wysłany z lekarzami nie dotarł na miejsce. Richard tradycyjnie organizuje kolację dla rezydentów, po stawieniu się połowy wszyscy stwierdzili, że czekają na Meredith i Cristine, nikt nie wie, że ekipa nie wróciła. |    |                          |                          |                     |                         |                      |                              |